# Robin McKinley
Jennifer Carolyn Robin McKinley (Warren, 16 novembre 1952) è una scrittrice statunitense.

## Biografia
Nata a Warren, Ohio, il 16 novembre 1952 da William e Jeanne Carolyn McKinley, durante la sua giovinezza ha vissuto tra la California, New York, il Maine e il Giappone a causa del lavoro del padre, ufficiale della United States Navy.
Dopo aver frequentato il Dickinson College di Carlisle, nel 1975 ha conseguito un Bachelor of Arts in Letteratura Inglese al Bowdoin College di Brunswick.
Ha esordito nella narrativa per ragazzi nel 1978 con Beauty: A Retelling of the Story of Beauty and the Beast, rivisitazione de La bella e la bestia che ha inaugurato la moderna tendenza alla riproposizione della antiche fiabe.
Vincitrice di numerosi premi letterari, ha pubblicato vari romanzi e raccolte di racconti per ragazzi e per adulti spaziando dalla fantascienza al fantasy.

## Vita privata
Sposatasi nel 1991 con lo scrittore Peter Dickinson, vive e lavora nell'Hampshire.

## Opere

### Serie Folktales
- Beauty (1978)
- Rose Daughter (1997)
- Spindle's End (2000)

### Serie Damar
- The Door in the Hedge (1981)
- La spada blu (The Blue Sword, 1982), Roma, Fanucci, 2011 traduzione di Anna Ricci ISBN 978-88-347-1730-1.
- The Hero and the Crown (1984)

### Altri romanzi
- The Outlaws of Sherwood (1988)
- Rowan (1992)
- Deerskin (1993)
- The Stone Fey (1998)
- Sunshine (2003), Roma, Fanucci, 2010 traduzione di Anna Ricci ISBN 978-88-347-1665-6.
- Dragonhaven (2007)
- Chalice (2008)
- Pegasus (2010)
- Shadows (2013)

### Raccolte di racconti
- Streghe (A Knot in the Grain, 1994), Milano, Mondadori, 2001 traduzione di Beatrice Visconti ISBN 88-04-49191-4.
- Water con Peter Dickinson (2002)
- Fire con Peter Dickinson (2009)
- The Door in the Hedge: and Other Stories (2014)

## Premi e riconoscimenti
Medaglia Newbery
- 1983 "Honor Book" con La spada blu
- 1985 vincitrice con The Hero and the Crown[8]

Premio World Fantasy
- 1986 vincitrice nella categoria "Miglior Collezione" con Imaginary Lands[9]

Premio Phoenix
- 1998 "Honor Book" con Beauty: A Retelling of the Story of Beauty and the Beast[10]

Mythopoeic Awards
- 2004 vincitrice nella categoria "Adult Literature" con Sunshine[11]

Premio Grand Master
- 2023 alla carriera[12]